# Wayne R. Grisham
Wayne Richard Grisham (ur. 10 stycznia 1923 w Lamar, zm. 19 stycznia 2011 w La Mirada) – amerykański polityk, członek Partii Republikańskiej.

## Działalność polityczna
Od 1973 do 1974 i od 1977 do 1978 był burmistrzem La Mirada. Następnie od 3 stycznia 1979 do 3 stycznia 1983 przez dwie kadencje był przedstawicielem 33. okręgu wyborczego w stanie Kalifornia w Izbie Reprezentantów Stanów Zjednoczonych. A od 1985 do 1988 zasiadał w Zgromadzeniu Stanowym Kalifornii.